# Città di Mitcham
La città di Mitcham è una Local Government Area che si trova in Australia Meridionale. Essa si estende su una superficie di 75,55 chilometri quadrati e ha una popolazione di 63.315 abitanti. La sede del consiglio si trova a Torrens Park.